# Alekséi Troitski
Alekséi Alekséyevich Troitski (Алексе́й Алексе́евич Тро́ицкий) (14 de marzo de 1866 - 14 de agosto de 1942) ajedrecista ruso.
Es considerado uno de los mejores compositores de estudios sobre finales en ajedrez. Murió por inanición en el sitio de Leningrado, durante la Segunda Guerra Mundial, en el cual sus notas fueron destruidas.
Uno de sus trabajos más famosos es el análisis del final de dos caballos contra un peón. Determinó que, pese a que dos caballos no pueden dar jaque mate al rey por ellos mismos, la presencia de un peón contrario que sobrepase la "Línea Troitski" permite el mate, ya que evita las tablas por ahogamiento del rey adversario.

## Biografía
Nació en San Petersburgo en 1866. En 1894 se graduó en el Instituto de Silvicultura de San Petersburgo con el título de guarda forestal de segunda categoría. Publicó su primer problema de ajedrez en 1893 cuando aūn era estudiante y su primer estudio en 1895.
Entre 1896 y 1917 trabajó como guardabosques en las regiones de Smolensk y Kovno y con posterioridad en las zonas forestales de Dolgorukovsky, Golovinschinsky y Chernozersky en la región de Penza.
Mientras trabajaba como guarda forestal Troitski fue componiendo estudios que le dieron fama y determinaron su futura carrera. Además, entre 1895 y 1901, Troitski presentó de modo artístico las ideas más relevantes de los estudios y entre 1905 y 1917 desarrolló las bases de la teoría del estudio que son fundamentales para la composición ajedrecística moderna. Troitski expandió los temas de los estudios, elaboró con mayor detalle los temas ya existentes (movimiento sistemático de piezas, infrapromoción, combinaciones, síntesis de ideas, etc.), publicó varias obras teóricas así como investigación fundamental en aspectos de la teoría de finales.
Entre 1917 y 1923 se apartó temporalmente del ajedrez. En 1918 se trasladó a Penza donde trabajó como instructor en el comité ejecutivo regional.
En 1923 Troitski volvió al ajedrez y empezó a mejorar las ideas que había descubierto con anterioridad. Encabezó la sección provincial de ajedrez y el departamento ajedrecístico del periódico local "Trudovaya Pravda".
En 1928 Troitski recibió el título de Artista Laureado de la RSFSR por sus méritos en el campo de los estudios de ajedrez. En 1934 fue el primer maestro deportivo de la URSS en composición ajedrecística. Ese mismo año se trasladó a Leningrado donde vivió hasta su muerte durante el bloqueo de la ciudad el 14 de agosto de 1942.
El legado de Troitski lo constituyen unas 800 composiciones publicadas tanto en su país como en el extranjero.